# 206-й стрілецький полк (РФ)
206-й стрілецький полк (206 СП) — військове формування Збройних сил РФ. Входить до складу 2-го армійського корпусу окупаційних військ РФ на Донбасі.

## Історія
Сформований у 2022 році на окупованій Луганщині під час мобілізації незадовго до початку повномасштабного вторгнення Росії в Україну. Виплати мобілізованим становили 70000₽ на місяць. Командував полком росіянин підполковник Салім Каруров.
Діяв у Харківській області. 26 травня Указом ватажка "ЛНР" особовий склад нагороджений орденом «За доблесть» II ступеня за «героїзм, мужність, доблесть, виявлені під час виконання спеціальних і бойових задач».
Потім полк перекинутий штурмувати Сєвєродонецьк. Надалі діяв у Харківській области. Потім полк відступив у Бєлгородську область у район Валуйок на територію РФ після контрнаступу української армії у вересні 2022.

## Втрати
відомі втрати полку:
| п/п | Ім'я                    | Звання, посада | Місце смерті | Дата народження | Дата смерті |
| --- | ----------------------- | -------------- | ------------ | --------------- | ----------- |
| 1.  | Кравцов Ігор Вікторович | капітан        | Циркуни      | 01.10.1987      | 05.05.2022  |
| 2.  | Друпов Віталій Іванович |                |              | 16.08.1969      | 08.02.2023  |